# Dotknij...
Dotknij... – singel polskiej piosenkarki Edyty Górniak promujący album Dotyk, wydany w kwietniu 1995 roku nakładem wydawnictw muzycznych Pomaton EMI oraz ORCA Ltd. Na singlu zamieszczone są piosenki „Dotyk”, „Niebo to my” oraz wywiad z wokalistką.
Singlowa wersja utworu „Dotyk” posiada inne zakończenie, aniżeli wersja ostateczna piosenki wydana na albumie.
Słowa do obu piosenek napisał Jacek Cygan, zaś muzykę skomponowali Piotr Rubik i Wojciech Olszak.

## Lista utworów
Opracowano na podstawie materiału źródłowego.
1. „Pozdrowienia dla słuchaczy” – 0:06
2. „Piguła muzyczna (cztery utwory)” – 2:51
3. „Pierwszy kontakt z muzyką” – 1:57
4. „Eurowizja '94” – 2:28
5. „Dżingiel - zapowiedź premiery” – 0:18
6. „Trzy słowa na temat nowego albumu” – 0:55
7. „Zapowiedź piosenki „Dotyk”” – 0:19
8. „Dotyk” – 4:24
9. „Moda w życiu Edyty” – 1:12
10. „Plany” – 0:34
11. „Niebo to my” – 5:10

## Wokalistka o utworze „Dotyk”
Gdy po zgraniu w studiu usłyszałam tę piosenkę po raz pierwszy, byłam bardzo poruszona, potem w domu roztrzęsiona i zła, że nie wzięłam kopii i nie mogłam posłuchać jej znowu... - usnęłam dopiero nad ranem... Pokochałam „Dotyk”. Mam nadzieję, że Wam też się spodoba.